# ...e la vita continua (film 1950)
... e la vita continua (Three Came Home) è un film del 1950, diretto da Jean Negulesco.

## Trama
Con la violenta invasione giapponese del Borneo, nel dicembre 1941, la vita di una scrittrice americana e di suo marito viene sconvolta. Inviati in campi di prigionia separati, i due vivono per tre anni nelle mani dei propri sadici aguzzini.

## Produzione
Il film fu prodotto dalla Twentieth Century Fox.